# Pinelema shiba
Espèce
Pinelema shiba est une espèce d'araignées aranéomorphes de la famille des Telemidae.

## Distribution
Cette espèce est endémique du Guangxi en Chine,. Elle se rencontre dans le xian de Daxin dans la grotte Shiba.

## Description
Le mâle holotype mesure mm et la femelle paratype mm.

## Étymologie
Son nom d'espèce lui a été donné en référence au lieu de sa découverte, la grotte Shiba.

## Publication originale
- Zhao, Li & Zhang, 2020 : Taxonomic revision of Telemidae (Arachnida, Araneae) from East and Southeast Asia. ZooKeys, no 933, p. 15-93 (texte intégral).